# Charline Mignot
Charline Mignot, conhecida como Vendredi Sur Mer, nascida em 20 de abril de 1995 em Genebra, é uma cantora e fotógrafa suíça.

## Biografia
Charline Mignot cresceu na Suíça de língua francesa, antes de ir para uma escola de arte em Lyon. Iniciou sua carreira como fotógrafa, trabalhando em particular com a Hermès. Depois disso, embarcou na música, com composições de Lewis OfMan. Em novembro de 2017, lançou seu primeiro EP Marée basse.
Em 2018, ela se apresentou no festival Paléo em Nyon.
Em 2019, ela lançou seu álbum Premiers émois, e em maio se apresentou no festival Imaginarium em Compiègne .

Em abril de 2020, ela apareceu no título de Magenta, o novo projeto dos membros do coletivo Fauve.
1. J'aimerais
2. Écoute Chérie
3. Mon chagrin
4. La nuit
5. Toi moi pas nous
6. L'histoire sans fin
7. Chewing-Gum
8. Larme à gauche
9. Dolan
10. Je t'aime trop tôt
11. Laisse-moi
12. La femme à la peau bleue
13. Encore
14. Lune est l'autre
15. L'amour avec toi
16. Les filles désir
17. Les temps